# Stanisław Narajewski

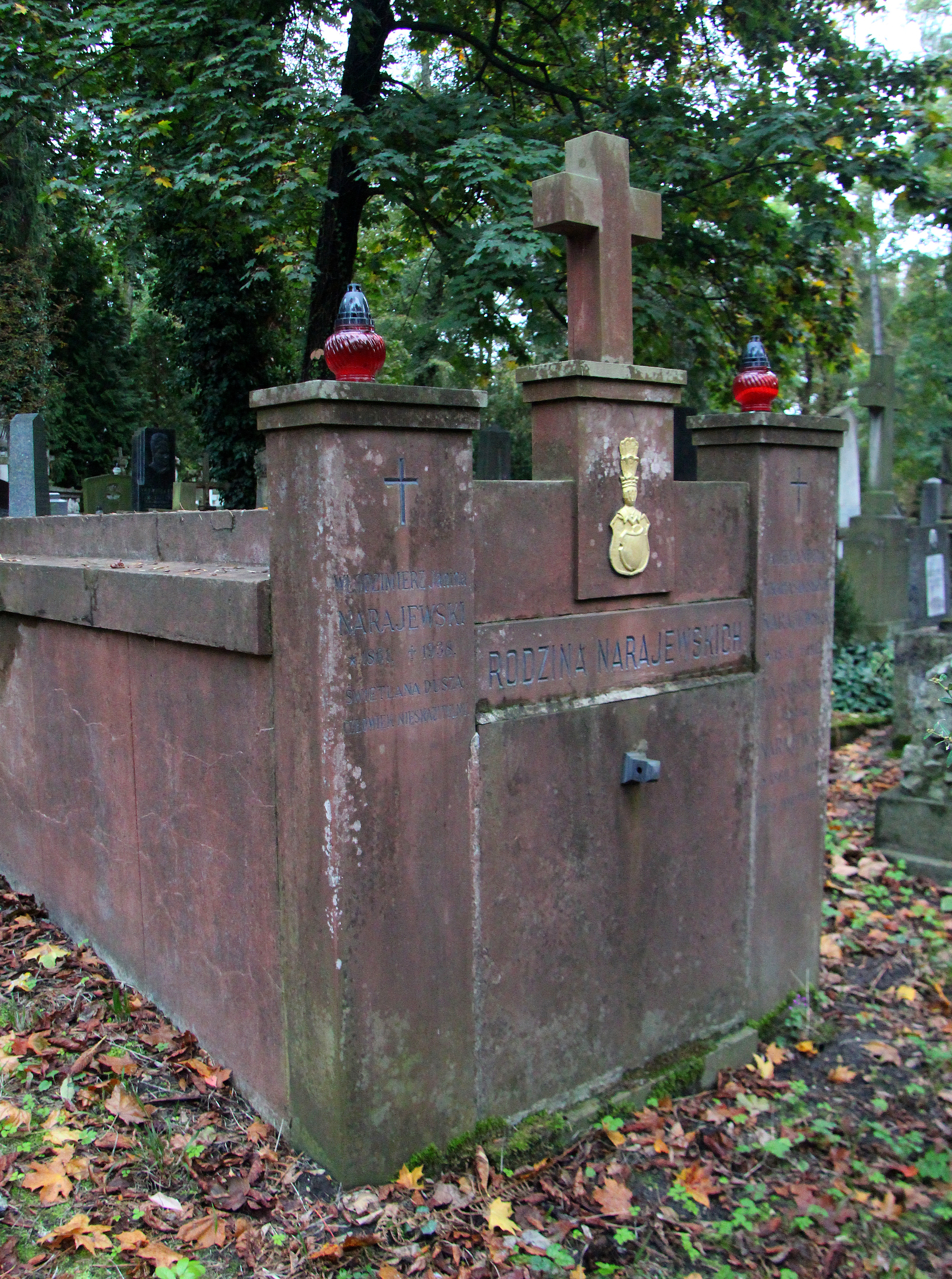
Grobowiec Narajewskich na Cmentarzu Łyczakowskim we Lwowie

Stanisław Narajewski (ur. 17 stycznia 1860 w Kurowicach, zm. 23 lutego 1943 we Lwowie) – polski prezbiter katolicki, etyk, teolog, profesor i rektor Uniwersytetu Lwowskiego, encyklopedysta.

## Życiorys
Był synem Jana i Aleksandry z Karasińskich. W latach 1872–1879 uczęszczał do C. K. Gimnazjum w Brzeżanach, następnie podjął studia na Uniwersytecie Lwowskim – w latach 1879–1883 z prawa, 1884–1888 z teologii. 22 lipca 1888 przyjął święcenia kapłańskie. Studia teologiczne kontynuował w latach 1889–1892 na Uniwersytecie w Innsbrucku i uwieńczył je dyplomem doktorskim z zakresu teologii. Po powrocie do Lwowa pełnił w miejscowym seminarium funkcję prefekta kleryków, był również nauczycielem religii w żeńskiej Szkole Ludowej Miejskiej św. Antoniego (1892–1897). Ponadto podjął wykłady z katechetyki i metodologii naukowej na Wydziale Teologicznym Uniwersytetu Lwowskiego (1892–1897), a w 1895–1919 prowadził wykłady z "kwestii socjalnej" (socjologia). W 1894 habilitował się z teologii moralnej (rozprawa pt. De iurisdictione et eius reservatione dissertatio) i przez trzy lata był adiunktem, od 1897 zastępcą profesora, od 1899 profesorem nadzwyczajnym, wreszcie od 1902 profesorem zwyczajnym teologii moralnej. Wykłady z teologii moralnej oparte były głównie na podręczniku Hieronymusa Noldina Summa theologiae moralis. Po 1920 prowadził również wykłady z prawa kanonicznego i historii Kościoła .
Był trzykrotnie był dziekanem Wydziału Teologicznego (1903/1904, 1904/1905, 1911/1912). W roku akademickim 1922/1923 pełnił funkcję rektora Uniwersytetu Jana Kazimierza we Lwowie, rok później – prorektora. Przeszedł na emeryturę w roku akademickim 1932/1933. 15 grudnia 1936 otrzymał tytuł profesora honorowego Wydziału Teologicznego Uniwersytetu Jana Kazimierza we Lwowie.
Poza uczelnią wykonywał obowiązki w kurii metropolitalnej, gdzie był obrońcą węzła małżeńskiego, referentem konsystorza, egzaminatorem prosynodalnym i cenzorem ksiąg. Nosił godność kanonika honorowego kapituły lwowskiej. Zmarł 23 lutego 1943 w wieku 83 lat i został pochowany na Cmentarzu Łyczakowskim we Lwowie (kwatera 12-117).

## Twórczość
Był redaktorem i wydawcą miesięcznika „Adoracja” oraz encyklopedystą i edytorem Encyklopedii zbiór wiadomości z wszystkich gałęzi wiedzy – polskiej encyklopedii wydanej w latach 1898–1907 przez społeczną organizację edukacyjną Macierz Polska, która działała w Galicji w okresie zaboru austriackiego. Opisał w niej zagadnienia z zakresu historii religii i kościoła .
W swych pracach filozoficznych podejmował zagadnienia z teologii moralnej: problem zła i dobra moralnego, altruizmu i egoizmu, prawa natury. Bronił chrześcijańskiej antropologii, zgodnie z którą człowiek jest osobą wyposażoną w nieśmiertelną duszę, wolną wolę. Krytykował determinizm biologiczny, relatywizm moralny oraz ewolucjonizm w religioznawstwie .

### Dzieła
- Katechetyka w teorii i praktyce, 1894.
- Moralność chrześcijańska a etyka najnowsza, 1901.
- Katechetyka w teorii i praktyce. Podręcznik dla katechetów w szkołach pospolitych ludowych, 1902.
- Lex dubia non obligat, „Przegląd Teologiczny”, 5, 1924.
- O aktach moralnie dobrych, „Przegląd Teologiczny”, 7, 1926.
- Odczyty z zakresu etyki ogólnej (Główne podstawy etyki), Lwów, 1929.
- Akty moralnie dobre, „Przegląd Teologiczny”, 10, 1929.